# Sauris subfulva
Sauris subfulva là một loài bướm đêm trong họ Geometridae.